# 顔氏家訓
『顔氏家訓』（がんしかくん）は、中国北斉の顔之推が著した家訓、つまり子々孫々に対する訓戒の書である。全7巻（明の2巻本もあり）。

## 概要
正確な成立年は明らかでないが、雑芸篇に「今雖混一」とあるので陳の滅亡した589年以降の作である。同篇に「吾已六十余」とあるのもそれを裏付ける。『北斉書』文苑伝には顔之推について「開皇（581年 - 600年）中、太子（楊勇）の学士になったが、ほどなくして病死した」とあることから、顔之推の没年は600年以前と考えられ、『顔氏家訓』は590年代の作ということになる。
顔之推は南朝梁に生まれ、江陵で蕭繹のために働いていたが、侯景の乱で捕えられ、その後西魏が江陵に侵入したときに再び拉致された後、弘農に移った。その後北斉へ脱走した。北斉が北周に滅ぼされて以降は北周・隋に仕えた。
顔之推は『顔氏家訓』の中で、中国伝統の家族道徳を重視し、教養・学問・思想・信仰から、生活態度・言語諸芸から、処世法や交際術にまで及ぶ、自らの具体的な体験談や事例を挙げ、事細かく教えている。彼の理想は、質実剛健な家庭に見られる、調和と保守を重視した時勢の影響を受けない生活態度である。その背景にあるのは、彼自身のめまぐるしく境遇が変化した一生であろうし、なおかつ、それが一般的な中国の人士の生活態度の伝統にも通じていたことで、後世まで長く重視され、「家訓」といえば、本書を指すようになった要因でもあろう。

## 構成
1. 序致篇
2. 教子篇
3. 兄弟篇
4. 後娶篇
5. 治家篇
6. 風操篇
7. 慕賢篇
8. 勉学篇
9. 文章篇
10. 名実篇
11. 渉務篇
12. 省事篇
13. 止足篇
14. 誡兵篇
15. 養生篇
16. 帰心篇
17. 書証篇
18. 音辞篇
19. 雑芸篇
20. 終制篇

また、本書の中では、華美に流れた江南の貴族社会を、質実な気風のあった北朝の士人の社会と比較しながら批判的に見ている。解体期にあった六朝貴族社会の政治、経済、社会を南朝・北朝の貴族の生活を通じて知ることができる重要な資料である。

## 刊行本
- 盧文弨『抱経堂叢書』7巻。『叢書集成初編』所収
- 『顔氏家訓』 宇都宮清吉訳注、平凡社東洋文庫 全2巻、1989年、ワイド版2008年
元版・平凡社「中国古典文学大系9」所収、1969年、復刊1994年
- 『顔氏家訓』 林田愼之助訳、講談社学術文庫、2018年。編訳
- 『全譯顔氏家訓』 渡邉義浩主編（監修）、汲古書院、2018年